# جانغ ملك غوجوسون
الملك جانغ هو سابع ملوك غجا جوسون. حكم خلال الفترة الممتدة من 968 ق. م حتى 957 ق. م. اسمه الحقيقي جانغ (بالهانغل: 장، بالهانجا: 莊). وخلفه على سدة الحكم تشاغ ملك غوجوسون (Ch'ak Wang).